# Жуліо Сезар Сантос Корреа
Жуліо Сезар Сантос Корреа (порт. Júlio César Santos Correa, нар. 17 листопада 1978, Сан-Луїс) — бразильський футболіст, що грав на позиції захисника, зокрема, за клуби «Реал Мадрид», «Бенфіка» та «Олімпіакос». У складі мадридського клубу є переможцем Ліги чемпіонів УЄФА. По завершенні ігрової кар'єри став футбольним тренером.

## Ігрова кар'єра
У футболі дебютував 1995 року виступами за команду клубу «Маратон».
Своєю грою за цю команду привернув увагу представників тренерського штабу клубу «Реал Вальядолід», до складу якого приєднався 1996 року. Відіграв за вальядолідський клуб наступні три сезони своєї ігрової кар'єри. Більшість часу, проведеного у складі «Вальядоліда», був основним гравцем захисту команди.
Згодом з 1999 по 2000 рік грав у складі клубу «Реал Мадрид», у складі якого виборов титул переможця Ліги чемпіонів УЄФА. Втім основним гравцем не став і здавався в оренду в клуби «Мілан», «Реал Сосьєдад» та «Бенфіка». Після цього недовго вже на правах повноцінного гравця знову грав за «Реал Вальядолід».
2003 року уклав контракт з клубом «Болтон Вондерерз», де заграти не зумів, зігравши лише 5 матчів в Прем'єр-лізі, після чого грав за мексиканський «УАНЛ Тигрес».
З 2006 року два сезони захищав кольори команди клубу «Олімпіакос». Граючи у складі «Олімпіакоса» також здебільшого виходив на поле в основному складі команди. За цей час додав до переліку своїх трофеїв ще три титули чемпіона Греції, ставав володарем Суперкубка Греції.
З 2008 по 2013 рік продовжував кар'єру в клубах «Динамо» (Бухарест), «Ґазіантепспор», «Спортінг» (Канзас-Сіті) та «Торонто».
Завершив професійну ігрову кар'єру в гондураському «Паррільяс Ван», за команду якого виступав протягом 2014—2015 років.

## Тренерська кар'єра
У 2014 році Жуліо Сезар завершив професійну кар'єру і розпочав тренерську діяльностіь, отримавши тренерську ліцензію УЄФА категорії PRO. У сезоні 2017/18 Жуліо Сезар працював з молоддю в академії мадридського «Реала». Він також працював послом Фонду «Реала» в Бразилії. Після цього був головним тренером аматорського іспанського клубу «Крісто Атлетіко» (Паленсія).
4 липня 2019 року став новим головним тренером донецького «Олімпіка». Провів на посаді головного тренера «Олімпіка» 4 матчі, які програв. 18 серпня 2019 року він був відправлений у відставку.

## Титули і досягнення
- Чемпіон Австрії (1):

«Аустрія» (Відень): 2002-03
- Володар Кубка Австрії (1):

«Аустрія» (Відень): 2002-03
- Чемпіон Греції (2):

«Олімпіакос»: 2006-07, 2007-08
- Володар Суперкубка Греції (1):

«Олімпіакос»: 2007
- Переможець Ліги чемпіонів УЄФА (1):

«Реал Мадрид»: 1999–2000